# チャールズ・マナーズ (第6代ラトランド公爵)
第6代ラトランド公爵チャールズ・セシル・ジョン・マナーズ（英: Charles Cecil John Manners, 6th Duke of Rutland, KG、1815年5月16日 - 1888年3月3日）は、イギリスの政治家、貴族。
爵位を継承する1857年までグランビー侯爵（Marquess of Granby）の儀礼称号を使用した。

## 経歴
1815年5月16日に第5代ラトランド公爵ジョン・マナーズの三男としてロンドン・アーリントン通り（Arlington Street）に生まれた。母はその夫人で第5代カーライル伯爵フレデリック・ハワードの娘エリザベス。兄二人は早世している。また弟に後にラトランド公爵位を継承するジョンがいる。
イートン校を経てケンブリッジ大学トリニティ・カレッジへ進学。
1837年から1852年にかけてスタンフォード選挙区、ついで1852年から襲爵して貴族院へ移籍する1857年までノース・レスターシャー選挙区から選出されて庶民院議員を務める。
1843年から1846年にかけては王配アルバートの寝室侍従長となる。
1847年に保守党が保護貿易派と自由貿易のピール派に分裂した際には、保護貿易派の指導者となった。
ジョージ・ベンティンク卿が保守党庶民院院内総務を辞職した後の1848年2月10日、保守党首スタンリー卿の指名によりその地位を継承した。しかしグランビー卿はすぐにも自らがその器ではないと自覚するようになり、同年3月4日をもって辞職した。以降、保守党庶民院院内総務の座はしばらく空席となった。
1849年1月になってグランビー卿はベンジャミン・ディズレーリとジョン・チャールズ・ハリスとともに三人の委員会を創設して保守党庶民院を指導するようになった。しかし庶民院保守党の実質的な指導者はすでにディズレーリとなっていた。そのためピール派のアバディーン伯爵は庶民院保守党の三人委員会を「シエイエス、ロジャー・デュコ、ナポレオン」（フランスの総裁政府）に例えている。グランビー卿は1851年にその職位から辞職した。これを機に委員会は解散することになり、ディズレーリが名実ともに保守党庶民院院内総務に就任した。
1857年1月20日に父から第6代ラトランド公爵位を継承する。1852年から1857年にかけてはリンカンシャー州総督、ついで1857年から1888年までレスターシャー州総督を務めた。
1867年にガーター勲章を受勲した。
1888年3月4日、ラトランド公爵家の居城であるレスターシャー・ビーバー城で死去。